# Евланов, Артём Владимирович
Артём Владимирович Евланов (укр. Артем Володимирович Євланов, родился 18 июня 1984 года в Донецке) — украинский футболист, полузащитник, игрок клуба «Победа» из Донецка в любительском чемпионате ДНР по футболу, а также его действующий главный тренер и руководитель одноимённой ДЮСШ.

## Игровая карьера

### Ранние годы
Воспитанник донецкого «Шахтёра», выступал в ДЮФЛУ за этот клуб и за днепропетровский «Днепр». Первый профессиональный матч провёл 31 марта 2001 года в рамках 17-го тура группы Б Второй лиги за «Днепр-3» против киевской «Оболони-ПВО» (поражение 1:2), выйдя на 69-й минуте вместо Виталия Терещука. 19 мая 2001 года на 27-й минуте в матче за «Днепр-3» против клуба «Горняк-Спорт» забил первый гол, уступив на 46-й минуте место Артёму Подгайному. В состае «Днепра-3» во Второй лиге он сыграл 16 матчей, отличившись один раз. В первой половине мая 2010 года сыграл два матча за «Днепр-2» в Первой лиге, также играл за «Днепр-4» в чемпионате Днепропетровской области.

### «Металлург-2» (Донецк)
В 2002 году Евланов перешёл в донецкий «Металлург», однако выступал только за его второй состав, дебютировав 10 апреля 2002 года в матче группы В Второй лиги против «Горняка» из Ровенек и выйдя на 82-й минуте вместо Виктора Козия (ничья 1:1). 8 сентября 2002 года вышел в стартовом составе «Металлурга-2» в игре 6-го тура группы В Второй лиги против днепродзержинской «Стали» (поражение 1:5). Отыграл два с половиной сезона в составе «Металлурга-2», проведя 43 матча и забив 4 гола во Второй лиге.

### Выступления в Армении и Словакии
В 2004 году Евланов заключил контракт с армянским клубом «Бананц» из армянской Премьер-лиги: он отыграл два сезона, проведя 32 матча и забив 3 гола в Премьер-Лиге Армении, а также отыграв 10 матчей и забив 2 гола в Кубке Армении. В 2004 году он сыграл два матча в Кубке УЕФА против мариупольского «Ильичёвца» (оба раза армянский клуб проиграл с одинаковым счётом 0:2). В 2005 год вернулся на Украину, подписав контракт с «Закарпатьем» и дебютировал 12 июля 2005 року в первом туре Высшей лиги против полтавской «Ворсклы», выйдя на 81-й минуте вместо Сергея Рожка (ничья 0:0). Сыграл в Высшей лиге два матча, в первенстве дублёров Высшей лиги — три матча, в Кубке Украины — один матч.
В том же 2005 году Евланов уехал в Словакию, где играл за команду второй лиги «Земплин» из Михаловце до конца сезона 2009/2010. В 2007 году сыграл также за любительский клуб «Славхлеб». В январе 2008 года находился на просмотре в луганской «Заре». В первой половине сезона 2010/2011 играл за «Татран» в Суперлиге Словакии, вторую половину сезона снова отыграл в «Славхлебе».

### Возвращение на Украину
В июле 2011 года Евланов присоединился к армянскому «Титану». Дебютировал за команду 16 июля 2011 года в матче 1-го тура Первой лиги против запорожского «Металлурга» (поражение 1:5), заменив на 46-й минуте Игоря Солнцева. 5 сентября того же года в матче 9-го тура Первой лиги против донецкого «Олимпика» вышел на 57-й минуте вместо Константина Визёнка и забил тут же гол (его команда победила со счётом 3:1). В составе «Титана» отыграл 22 матча (2 гола), ещё один матч сыграл в Кубке Украины.
В конце февраля 2013 года Евланов подписал контракт с донецким «Олимпиком», но не сыграл ни матча за него. В том же году защищал цвета любительского «Аякса». 1 мая 2014 года Еланов перешёл в краматорский «Авангард», сыграл всего один матч 3 мая 2014 года против головковского «УкрАгроКома» в рамках 26-го тура Первой лиги Украины (сменил на 85-й минуте Сергея Казаченко).

### «Победа»
С 2015 года играл в донецком любительском клубе «Победа» в рамках любительского чемпионата ДНР, а также в Континентальной футбольной лиге и общероссийских соревнованиях по футболу 8x8. В том же году был вызван в сборную ДНР и провёл матч 8 августа против команды ЛНР. Решением контрольно-дисциплинарного комитета Федерации футбола Украины от 10 февраля 2017 года Евланов был пожизненно дисквалифицирован и лишён права участвовать в любых украинских футбольных соревнованиях: документы об участии Евланова в играх в чемпионате ДНР Федерация получила от Службы безопасности Украины. Также попал на сайт «Миротворец». В 2019 году занимал пост главного тренера команды «Победа».
В 2018—2021 годах играл в турнире CFL Любительской футбольной лиги за донецкую «Победу».